# ジオと黄金と禁じられた魔法
『ジオと黄金と禁じられた魔法』（ジオとおうごんときんじられたまほう）は、桐幡歩による日本の漫画作品。『週刊少年サンデー』（小学館）にて2009年33号から2010年9号まで連載。設定を完全に変更し、2010年3月9日よりウェブコミック配信サイトクラブサンデーに移籍、連載。

## あらすじ
主人公ジオは、世界一の魔法使いになるため、魔法使い・イレガウラのもとで修業を積んでいた。だが、なかなか魔法を教えてもらえないため、よくイレガウラとけんか（一方的な八つ当たり）をしていた。そんなある日、ジオのもとにイレガウラの元弟子と名乗る男が現れ…。

## 登場人物
ジオ
世界一の魔法使いを志す少年。両親がいないため、イレガウラと暮らしながら修業していた。イレガウラの死後、遺された本を読み、世界一の魔法使いになるための旅に出る。花を咲かせる魔法が得意。身に、炎と氷の禁呪を宿す。
サザーイアリエス
レダイソロス国の王子。ジオと一緒に過去見を使いイレガウラがまだ若かった時を見た。ジオには、サザと呼ばせている。不死の身体を持つ。
リィン・タヒビセス
亡国オリビレティスに一人きりでいた、謎の少女。ギンの家族であるらしい。追われていた所をジオ達に助けられ、以降行動を共にする。
イレガウラ
ジオの師匠で、「禁呪」に関しての知識もある、偉大な魔法使い。三賢者。氷の禁呪に対抗して炎の禁呪を使う前に外套と帽をジオに渡し、その後灰になった。
ギン
イレガウラの知り合いで、魔法使い。ジオに慕われている。
ギン・タヒビセス
パルノアーズ国の魔法使いで、強大な魔力で他の国々を滅ぼす。全てを飲み込む闇の魔法を使う。前述のギンと同一人物なのかなど、その背景や征服理由は全くの不明。
ダヴィル・ロスクア
眼鏡をかけた青年。ジオを騙してイレガウラのもとへ案内させ、ジオを人質に禁呪を要求、使用したところ氷に呑まれて死亡。
レダイソロス国王
サザーイアリエスの父親。兵士や役人が居ないところでは普通のオッサンの口調で話す。

## 用語
過去見
国宝。ジオとサザーイエアリスが一緒に若かった頃のイレガウラを見た後、破損。とても古いものである。